# 痙攣性発声障害
痙攣性発声障害（けいれんせいはっせいしょうがい、英: Spasmodic dysphonia）、または、喉頭ジストニア（こうとうジストニア、英: laryngeal dystonia）は、発声するための筋肉が攣縮する障害である。その結果、声が途切れたり中断されたりするため、相手の話を理解することが困難になる場合が多い。声が緊張しているように聞こえたり、ほとんど話すことができなくなることもある。症状は徐々に進行し、生涯続くことが多い。
原因は不明である。危険因子には家族歴があげられる。誘因には上気道感染症、喉頭の損傷、声の出しすぎ、精神的ストレスなどがあげられる。根底にある機序は一般的に中枢神経系が関与しているとされ、特に大脳基底核が関与していると考えられている。診断は医療チームによる検査が一般的である。痙攣性発声障害は、局所ジストニアの一種である。
障害を完治させる治療法はないが、保存的治療により症状が改善する場合がある。最も一般的な治療法には喉頭の筋肉へのボツリヌストキシン注射が含まれる。この結果、一般的に数か月間の改善がみられる。この他にも、音声療法、カウンセリング、増幅装置などがあげられる。これらの治療の効果がみられない場合には手術治療が考慮されるが、手術による効果の証拠は限られている。
痙攣性発声障害は10万人に2人が罹患すると推定されている。女性はより一般的に影響を受ける。通常30歳から50歳の間に発症する。人によって症状の度合いは異なる。仕事や社会生活に影響する人もいる。平均寿命は普通と変わらない。